# 新北市議會第三屆議員列表
以下列出新北市議會第3屆議員名單：
本屆議會共有66個席次。

## 政黨席次變化
| 政黨         | 第一屆 | 第一屆 | 第二屆 | 第二屆 | 第三屆 | 第三屆 | 備注 |
| 政黨         | 最初   | 最末   | 最初   | 最末   | 最初   | 最末   | 備注 |
| ------------ | ------ | ------ | ------ | ------ | ------ | ------ | --- |
| 中國國民黨   | 30     | 30     | 26     | 27     | 33     | 32     | 第8選區唐慧琳於2021年7月25日病逝，所遺留席次不補選、遞補 第11選區忠仁.達祿斯於2021年12月20日因案解職 第7選區王明麗於2022年11月11日遞補就任                                                                                     |
| 民主進步黨   | 28     | 29     | 32     | 32     | 25     | 24     | 第3選區原無黨籍彭佳芸2019年11月加入民主進步黨 第11選區蘇錦雄於2022年1月4日遞補就任 第4選區王淑慧於2022年9月8日開除黨籍 第2選區何淑峯於2022年10月27日判刑確定遭褫奪公權解職 第7選區高敏慧於2022年10月27日判刑確定遭褫奪公權解職 |
| 無黨團結聯盟 | 0      | 1      | 0      | 1      | 2      | 2      | 第8選區金中玉於2022年10月27日判刑確定遭褫奪公權解職 |
| 時代力量     | 0      | 0      | 0      | 0      | 0      | 1      | 第2選區唐聖捷於2022年11月11日遞補就任 |
| 台灣團結聯盟 | 0      | 0      | 1      | 0      | 0      | 0      | |
| 無黨籍       | 8      | 5      | 7      | 6      | 6      | 6      | 第8選區曾柏瑜於2022年11月11日遞補就任 |
| 總計         | 66     | 66     | 66     | 66     | 66     | 65     | |

## 第3屆新北市議員名單
| 第1選區  | 淡水區、石門區、三芝區、八里區 |
| 第1選區  | 中國國民黨：陳偉杰、鄭戴麗香 · 民主進步黨：鄭宇恩 · 無黨團結聯盟：蔡錦賢                                                                                   |
| 第2選區  | 新莊區、五股區、泰山區、林口區 |
| 第2選區  | 中國國民黨：蔡淑君、陳明義、蔣根煌、 · 蔡健棠、宋明宗、黃林玲玲 · 民主進步黨：陳文治、鍾宏仁、陳科名、 · 賴秋媚、何淑峯（解職） · 時代力量：唐聖捷（遞補） |
| 第3選區  | 三重區、蘆洲區 |
| 第3選區  | 中國國民黨：王威元、黃桂蘭、蔡明堂 · 民主進步黨：李余典、李坤城、李倩萍、 · 陳啟能、彭佳芸 · 無黨籍：李翁月娥                                              |
| 第4選區  | 板橋區 |
| 第4選區  | 中國國民黨：林國春、葉元之、劉美芳、 · 曾煥嘉、周勝考 · 民主進步黨：何博文、戴瑋姍、黃俊哲 · 無黨籍：王淑慧                                                |
| 第5選區  | 中和區 |
| 第5選區  | 中國國民黨：金瑞龍、陳錦錠、邱烽堯、 · 游輝冗 · 民主進步黨：張維倩、張志豪                                                                                 |
| 第6選區  | 永和區 |
| 第6選區  | 中國國民黨：連斐璠、陳鴻源 · 民主進步黨：羅文崇 |
| 第7選區  | 土城區、樹林區、鶯歌區、三峽區 |
| 第7選區  | 中國國民黨：江怡臻、洪佳君、林金結、 · 黃永昌、王明麗（遞補） · 民主進步黨：廖宜琨、林銘仁、彭成龍、 · 高敏慧（解職） · 無黨籍：蘇泓欽、陳世榮             |
| 第8選區  | 新店區、深坑區、石碇區、坪林區、烏來區 |
| 第8選區  | 中國國民黨：劉哲彰、唐慧琳（病逝）、 · 陳儀君 · 民主進步黨：陳永福 · 無黨團結聯盟：金中玉（解職） · 無黨籍：曾柏瑜（遞補）                                 |
| 第9選區  | 瑞芳區、貢寮區、雙溪區、平溪區 |
| 第9選區  | 民主進步黨：林裔綺 |
| 第10選區 | 汐止區、金山區、萬里區 |
| 第10選區 | 中國國民黨：白珮茹、廖先翔 · 民主進步黨：周雅玲、張錦豪 |
| 第11選區 | 平地原住民族選區 |
| 第11選區 | 中國國民黨：楊春妹、忠仁.達祿斯（解職） · 民主進步黨：蘇錦雄（Paylang·Caya）（遞補） 無黨籍：宋雨蓁（Nikar‧Falong）                                        |
| 第12選區 | 山地原住民族選區 |
| 第12選區 | 無黨籍：馬見 |

注：粗體為第二屆新北市議員連任者。

## 相關參閱
- 第1屆新北市議員列表
- 第2屆新北市議員列表
- 第4屆新北市議員列表

## 外部連結
- 新北市議會 （页面存档备份，存于）